# Gymnodia yunnanensis
Gymnodia yunnanensis är en tvåvingeart som först beskrevs av Xue och Chen 1992.  Gymnodia yunnanensis ingår i släktet Gymnodia och familjen husflugor.
Artens utbredningsområde är Yunnan (Kina). Inga underarter finns listade i Catalogue of Life.